# Agrostis philippiana
Agrostis philippiana är en gräsart som beskrevs av Sulma Zulma E. Rúgolo de Agrasar och De Paula. Agrostis philippiana ingår i släktet ven, och familjen gräs. Inga underarter finns listade i Catalogue of Life.